# Ommatius furcinus
Ommatius furcinus là một loài ruồi trong họ Asilidae. Ommatius furcinus được Martin miêu tả năm 1964. Loài này phân bố ở vùng nhiệt đới châu Phi.